# Mosquée de Bouira
 (mars 2023).
Pour les articles homonymes, voir Bouira (homonymie) et Al-Qods.
La Mosquée al-Qods (en arabe : المسجد القدس) est une mosquée algérienne située à Bouira.